# Sender Wavre
Der Sender Wavre ist eine Sendeanlage, die seit dem Jahr 1952 für Hörfunk und Fernsehen in der Nähe der belgischen Stadt Wavre, Wallonische Region betrieben wird. 

## Über die Sendeanlage

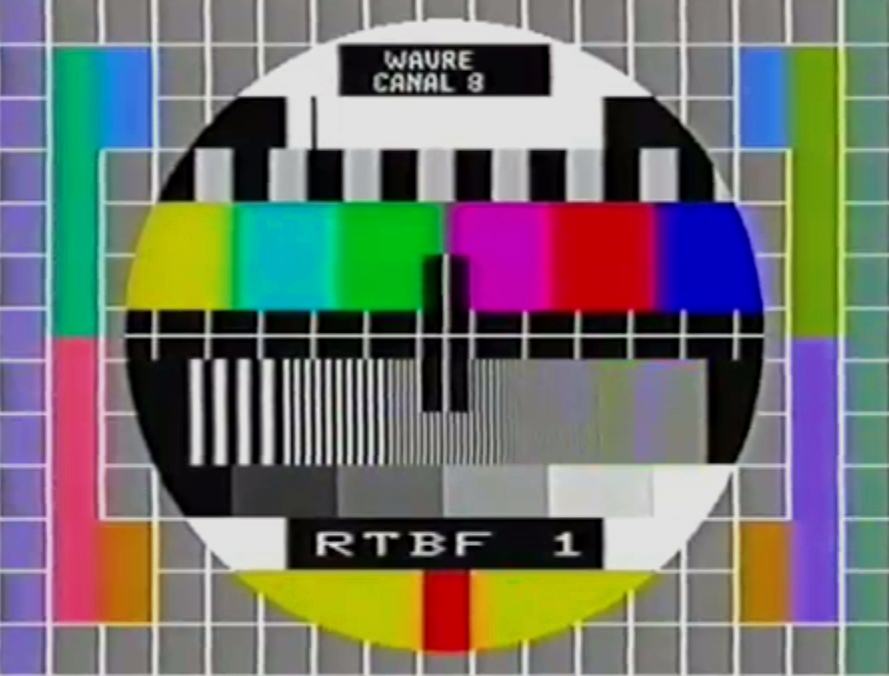
Analoges Testbild des Senders Wavre

Als Sendeantenne für die Mittelwellenfrequenz 621 kHz (bis 2008 auch 540 kHz, beide Mittelwellenfrequenzen bedienten sich zu dieser Zeit desselben Mastes) diente ein 245 Meter hoher, gegen Erde isolierter, abgespannter Stahlfachwerkmast. Die Ausstrahlung von RTBF auf 621 kHz wurde am 31. Dezember 2018 eingestellt. 
Die beiden Frequenzen 540 kHz für den niederländischsprachigen und 621 kHz für den französischsprachigen Dienst erreichten große Teile von Mittel- und Westeuropa. Insbesondere konnte der jeweils anderssprachige Landesteil versorgt werden.
Daneben existierte noch ein 90 Meter hoher Reservesendemast für Mittelwelle. Zur inzwischen aufgegebenen Kurzwellenabstrahlung existierten mehrere Richtantennen und eine Gardinenantenne. Zur Abstrahlung der Radio- und Fernsehprogramme dient ein 232 Meter hoher freistehender Stahlfachwerkturm mit zwei auffallenden kreuzförmigen Auslegern. Eine solche Konstruktion ist sehr selten. Weitere vergleichbare Türme gibt es in Hrodna und Wizebsk in Weißrussland. Am 13. Oktober 1983 wurde in Wavre der 315 Meter hohe Sendemast fürs Fernsehen durch einen Sturm zerstört. 
In der Nacht vom 24. auf den 25. Mai 2014 wurde ein Brandanschlag auf den 232 Meter hohen Sendeturm für UKW, DAB und DVB-T verübt, wobei die Verkabelung sowie ein Fuß des vierbeinigen Sendeturms schwer beschädigt wurde. In der Folge waren die drei Radioprogramme des RTBF, La Première, VivaCité und Pure FM in vielen Gebieten um die Sendeanlage via UKW nicht mehr empfangbar. Am 5. Juni 2014 konnte der Sendebetrieb durch ein Provisorium, bestehend aus einem Kranmast wieder aufgenommen werden.
Im Jahr 2020 wurden die Kurzwellenantennen demontiert. Ein Jahr später folgte auch die aus einem 245 Meter hohen Hauptsendemast sowie einem 90 Meter hohen Reservemast bestehende Mittelwellenanlage.

## Frequenzen und Programme

### Analoger Hörfunk (UKW)
| Frequenz (MHz) | Programm    | RDS PS   | RDS PI | Regionalisierung | ERP (kW) | Antennendiagramm rund (ND)/gerichtet (D) | Polarisation horizontal (H)/vertikal (V) |
| -------------- | ----------- | -------- | ------ | ---------------- | -------- | ---------------------------------------- | ---------------------------------------- |
| 96,1           | La Première | La_1ere_ | 6351   | −                | 35       | ND                                       | H/V                                      |
| 97,3           | Vivacité    | VIVACITE | 6352   | Brabant Wallon   | 0,5      | D (60–20°)                               | V                                        |
| 101,1          | Tipik       | Tipik___ | 6355   | −                | 50       | ND                                       | H/V                                      |

### Analoger Hörfunk (MW)
Bis zum 31. Dezember 2018:
| Frequenz [kHz] | Programm           | Regionalisierung | ERP [kW] | Sendediagramm rund (ND)/gerichtet (D) | Polarisation horizontal (H)/vertikal (V) |
| -------------- | ------------------ | ---------------- | -------- | ------------------------------------- | ---------------------------------------- |
| 621            | RTBF International | –                | 300      | ND                                    | V                                        |

### Digitaler Hörfunk (DAB+)
DAB+ wird in vertikaler Polarisation und im Gleichwellenbetrieb mit anderen Sendern ausgestrahlt.
Seit 2019:
Alle Kanäle werden in Stereo mit 96 kbps übertragen.
| Block                   | Programme | ERP (in kW) | Antennendiagramm rund (ND)/ gerichtet (D) | Gleichwellennetz (SFN) |
| ----------------------- | --- | ----------- | ----------------------------------------- | ---------------------- |
| 6D Bxl-BW 2 (BELCF002)  | - Antipode - BRF1 (48kbps) - BRF2 (48kbps) - Contact MAX - Fun Radio - Jam. - LN RADIO - Musiq3 - Nostalgie+ - NRJ+ - TARMAC - Tipik                                                               | 1,7         | ND                                        | Ronquières, Wavre      |
| 11D Bxl-BW 1 (BELCF302) | - 1RCF Belgique - bel RTL - BX1 - Classic 21 - La 1ère - Nostalgie Belgique - NRJ Belgique - Radio Contact - Sud Radio BE - Viva+ - Viva Bruxelles - Viva BWallon - Viva Sport Bxl - Viva Sport BW | 1,7         | ND                                        | Ronquières, Wavre      |

Bis 2019:
| Block                   | Programme | ERP (in kW) | Antennendiagramm rund (ND)/ gerichtet (D) | Gleichwellennetz (SFN) |
| ----------------------- | --- | ----------- | ----------------------------------------- | --- |
| 12A VRT DAB (BEL10001)  | DAB-Block der VRT: - VRT Radio 1 (160 kbps) - VRT Radio 2 (160 kbps) - VRT Klara (160 kbps) - VRT Klara continuo (160 kbps) - MNM (160 kbps) - MNM Hits (160 kbps) - Studio Brussel (160 kbps) - Sporza (128 kbps) - nieuws+ (48 kbps, Mono)                                                                                     | 1           | ND                                        | Sint-Pieters-Leeuw, Brustem, Meerhout, Overpelt, Wavre, Ronse, Millen, Bellegem, Attenrode, Veltem-Beisem, Oostvleteren, Genk, Egem, Gent, Oud-Turnhout, Schoten, Brüssel, Nieuwkerken Waas, Antwerpen, Oostende |
| 12B RTBF DAB (BEL20001) | DAB-Block der RTBF: - La Première (160 kbit/s DAB) - Vivacité (Brüssel) (128 kbit/s DAB) - Musiq3 (192 kbit/s DAB) - Test Musiq3+ (64 kbit/s DAB+) - Classic 21 (160 kbit/s DAB) - Test Classic 21+ (64 kbit/s DAB+) - Pure FM (160 kbit/s DAB) - Test Pure FM+ (64 kbit/s DAB+) - BRF 1 (64 kbit/s DAB) - BRF 2 (64 kbit/s DAB) | 2           | ND                                        | Brüssel, Flobecq, Comines, Wavre, Verviers, Tournai, Liège, Malmédy, Anderlues, Profondeville-Rivière, Bihain, Aye, Couvin, Bouillon, Léglise                                                                    |

### Digitales Fernsehen (DVB-T)
In DVB-T werden folgende Programme ausgestrahlt:
| Kanal | Frequenz (in MHz) | Multiplex | Programme im Multiplex | ERP (in kW) | Antennen- diagramm rund (ND) / gerichtet (D) | Polarisation horizontal (H) / vertikal (V) |
| ----- | ----------------- | --------- | --- | ----------- | -------------------------------------------- | ------------------------------------------ |
| 56    | 754               | RTBF      | - la une - Tipik - La Trois - Euronews / BRF Blickpunkt (18:45–19:00 Uhr) - Radio: La Première - Radio: Vivacité - Radio: Musiq3 - Radio: Classic 21 - Radio: Tipik - Radio: BRF 1 | 80          | ND                                           | H                                          |

### Analoges Fernsehen (PAL)
Vor der Umstellung auf DVB-T diente der Sendestandort weiterhin für analoges Fernsehen:
| Kanal | Frequenz (MHz) | Programm | ERP (kW) | Sendediagramm rund (ND)/ gerichtet (D) | Polarisation horizontal (H)/ vertikal (V) |
| ----- | -------------- | -------- | -------- | -------------------------------------- | ----------------------------------------- |
| 8     | 196,25         | RTBF 1   | 100      | ND                                     | H                                         |
| 28    | 527,25         | la deux  | 500      | ND                                     | H                                         |
| 50    | 703,25         | Be 1     | 500      | ND                                     | H                                         |